# ベンデイプロセス

ベンデイドット

ベンデイプロセス（英語: Ben Day process）は、一般にベンデイドット（英語: Ben Day dots）と呼ばれ、イラストレーターのベンジャミン・ヘンリー・デイ・ジュニア（19世紀の出版社ベンジャミン・ヘンリー・デイの息子）にちなんで名付けられた。ベンデイプロセスは、1879年にさかのぼる印刷および写真版画の技法。一般にドット「ベンデイドット」で説明されるが、平行線、テクスチャ、波線、不規則な効果など、他の形状を使用することもできる。
必要な効果、色、目の錯覚に応じて、小さな色のドットは間隔が狭く、間隔が広く、または重なり合っている。たとえば、マゼンタのドットは、ピンクを作成するために広い間隔で配置されている。1950年代から1970年代のコミック・ブックは、ベンデイドットを使用していた。4つのプロセスカラー（シアン、マゼンタ、イエロー、ブラック）で、印刷された安価な紙にシェーディングとグリーン、パープル、オレンジ、フレッシュトーンなどの二次色を安価に作成する。
ベンデイドットプロセスは、ベンデイドットが常に同じサイズであり、特定の領域に分布しているという点で、ハーフトーンドットプロセスとは異なる。ドットを図面に適用するには、アーティストは文房具のサプライヤーから透明なオーバーレイシートを購入する。シートはさまざまなドットサイズと分布で利用可能であり、アーティストは作品で使用するためのさまざまなトーンを提供した。オーバーレイマテリアルは、必要な色調領域の形状（つまり、影、背景、または表面処理）にカットされ、バーニッシャーで図面の特定の領域にこすりつけられた。活版印刷用のラインカットとして写真で再現した場合、ベンデイオーバーレイの領域は、印刷版に色調の陰影を付けた。

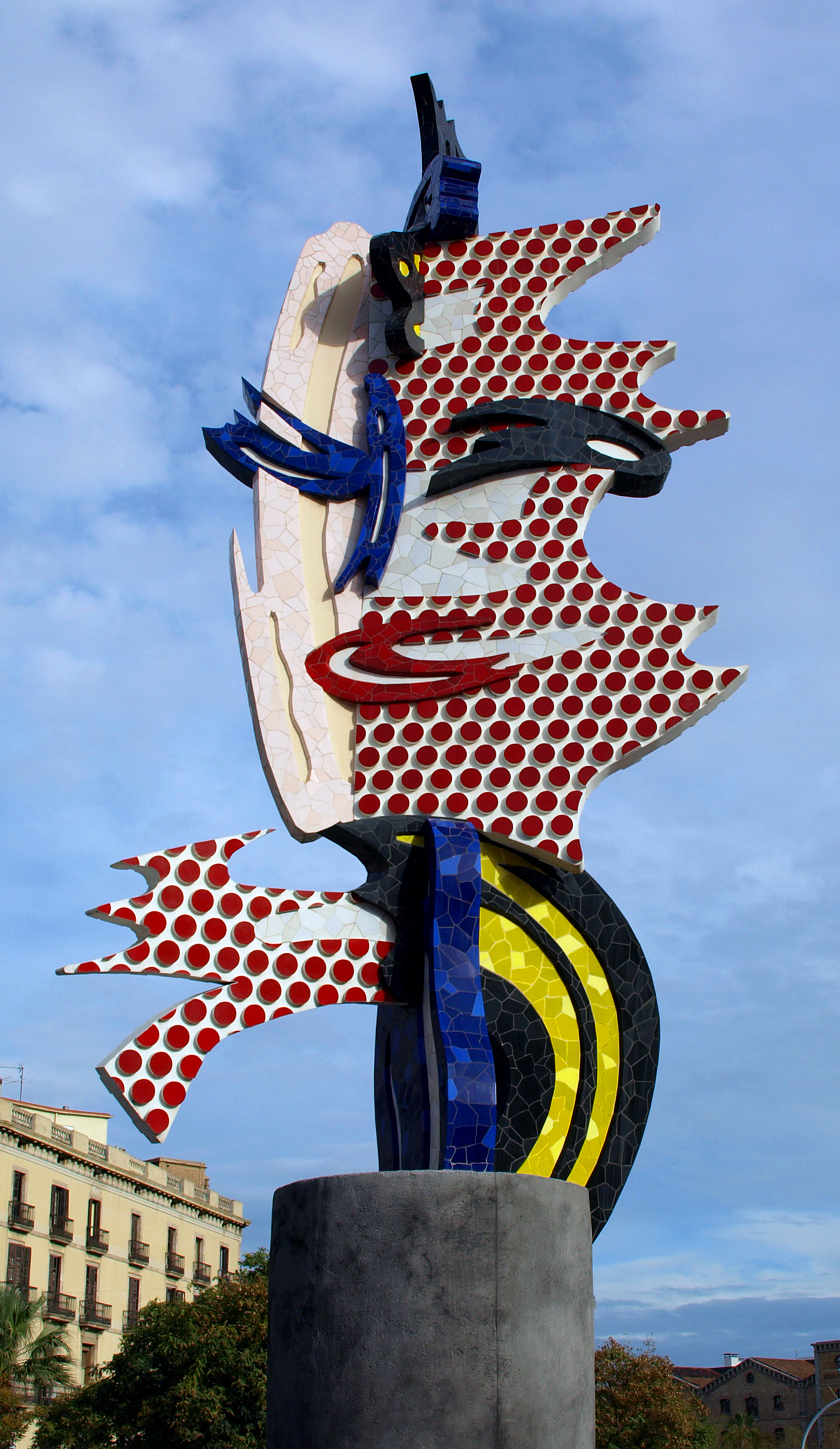
エル・キャップ・デ・バルセロナ、ロイ・リキテンスタインによる1992年の彫刻、彼の絵画にベンデイドットを採用

ベンデイドットの使用は、彼の絵画や彫刻の多くでそれらを拡大して誇張したアメリカの芸術家ロイ・リキテンスタインの特徴である。他のイラストレーターやグラフィックデザイナーは、同様の効果を得るために、印刷媒体で拡大されたベンデイドットを使用している。